# Fastest Girl in Town
«Fastest Girl in Town» —en español: «Chica más rápida en la ciudad»— es una canción coescrita y grabada por la cantante de música country Miranda Lambert. Fue lanzado en junio de 2012 como el tercer sencillo del álbum de Lambert Four the Record. La canción fue escrita por Lambert y Angaleena Presley.

## Contenido
«Fastest Girl in Town» es una canción up-tempo moderado escrita por Miranda Lambert y Angaleena Presley. Narradora de la canción detalla la relación que tiene con su interés amoroso por ser atrevido y peligroso «You got the bullets / I got the gun / I got the hankerin' for gettin' into something» (En español: «Tengo las balas / me la pistola / Tengo un anhelo para conseguir en algo») y presentarlos como dos rebeldes en el corro «I hit the bottle / You hit the gas / I heard your '65 can really haul some ass» (En español: «Yo golpeé la botella / Le diste en el gas / Realmente '65 oí tu puede acarrear algún trasero»). En el verso final, el protagonista hace mención de ver luces de la policía y admite que si se tira encima, ella va a encantar al oficial mientras su novio toma el calor para lo que los crímenes que han confiado en conjunto, reprendiendo a su hombre con las declaraciones que ella es loco y no puede ser frenado, ya que «[he's] running with the fastest girl in town» (En español: «[él es] corriendo con la chica más rápida en la ciudad»).

## Video musical
El video musical de «Fastest Girl in Town» fue rodada a finales de junio de 2012, y cuenta con una aparición especial por la conductora de NASCAR Danica Patrick.

## Rendimiento en las listas
«Fastest Girl in Town» debutó en el número 54 en Billboard Hot Country Songs de Estados Unidos trazar para la semana que terminó el 2 de junio de 2012 varias semanas antes de que el sencillo fue lanzado oficialmente.
| Listas (2012)                              | Mejor posición |
| ------------------------------------------ | -------------- |
| Canadá (Canadian Hot 100)                  | 72             |
| Estados Unidos (Billboard Hot 100)         | 47             |
| Estados Unidos Country Airplay (Billboard) | 7              |
| Estados Unidos (Hot Country Songs)         | 7              |

### Posición fin de año
| Listas (2012)                            | Posición |
| ---------------------------------------- | -------- |
| Estados Unidos Country Songs (Billboard) | 28       |